# Fannia obscurinervis
Fannia obscurinervis är en tvåvingeart som först beskrevs av Stein 1900.  Fannia obscurinervis ingår i släktet Fannia och familjen takdansflugor. Inga underarter finns listade i Catalogue of Life.